# Mugearita
La mugearita és un tipus de traquiandesita basàltica o traquibasalt amb oligoclasa, composta d'olivina, apatita i òxids opacs. El feldespat principal en la mugearita és l'oligoclasa.
La roca tipus va ser identificada per primera vegada a Mugeary, a l'illa de Skye (Escòcia), per Alfred Harker en 1904. Aquesta mugearita es va formar durant un període d'activitat volcànica que va passar a l'oest d'Escòcia durant l'època del Paleògen de la història geològica de la Terra. Els afloraments del mugearita d'aquesta edat també es produeixen a l'illa de Mull.
L'anàlisi d'una roca marciana trobada pel Curiosity rover i anomenada «Jake Matijevic» (o «Jake M»), en honor d'un enginyer de la NASA, va determinar que la roca marciana era molt similar a la mugearita terrestre.